# Hexostoma sibi
Hexostoma sibi är en plattmaskart. Hexostoma sibi ingår i släktet Hexostoma och familjen Hexostomatidae. Inga underarter finns listade i Catalogue of Life.